# Silla (opéra)
Silla (HWV 10) (titre complet Lucio Cornelio Silla) est un opera seria (ou dramma per musica) en trois actes de Georg Friedrich Haendel sur un livret en italien de Giacomo Rossi, créé en 1713 à Londres. L'intrigue se fonde sur l'histoire du général romain Lucius Cornelius Sulla (138-78 av. J.-C.) telle que rapportée par Plutarque.

## Historique
Écrite pour sept voix, un orchestre et une basse continue, la partition de deux heures environ est composée entre avril et mai 1713 et est dédiée au duc d’Aumont, alors ambassadeur de France en Angleterre. Le livret, en italien et écrit par Giacomo Rossi, est découpé en trois actes et trente-six scènes.
Cette œuvre semble avoir été une « pièce d'occasion » qui n'aurait été représentée qu'une seule fois pour une représentation privée, le 2 juin 1713 au Queen's Theatre de Londres ou à Burlington House. Elle fut composée pour Richard Boyle, 3e comte de Burlington et sa musique ultérieurement réutilisée pour l'opéra Amadigi (1715). À l'heure actuelle, il ne nous ait parvenu que des manuscrits incomplets.

### Postérité
Peu jouée, on dénombre toutefois quelques créations modernes,. À Paris à l'Hôtel de la Monnaie, le 19 octobre 1990 il y eut une représentation de Silla dirigée par Gabrielle Marcq et mise en scène par Christian Daumas.
Une production en concert eut lieu en 2000 à Londres, avec James Bowman dans le rôle-titre, qui a fait l'objet d'un enregistrement. En 2003, une production scénique se déroule à Karlsruhe au Festival Haendel, dirigée par Andreas Spering et mise en scène Ulrich Peters.
En 2015, une version prit place au festival Haendel de Halle, avec Filippo Mineccia en Silla, et une représentation scénique à Valence au Palau de les Arts en décembre de la même année, dirigée par Fabio Biondi et mise en scène par Alessandra Premoli.

## Résumé
Inspirée de l'aventure du général romain Lucius Cornelius SilIa de Plutarque, l'histoire raconte la vie de luxure menée par le dictateur, notamment dans sa course auprès des femmes et filles de ses amis et officiers. L'ouvrage s’ouvre sur le retour victorieux de Silla à Rome, en 81 av. J.C., après avoir battu deux nations étrangères, et vaincu son ennemi Gaius Marius. Silla se proclame alors dictateur et seul législateur de Rome.

### Rôles
Étant donné l'époque et le contexte de la composition, tous les rôles ou presque sont destinés à des voix de femmes —ou de castrats—.
| Rôle                         | Voix          | Créateurs |
| ---------------------------- | ------------- | --------- |
| Silla                        | mezzo-soprano |           |
| Metella, épouse de Silla     | soprano       |           |
| Lepido, tribun, ami de Silla | soprano       |           |
| Flavia, épouse de Lepido     | soprano       |           |
| Claudio                      | mezzo-soprano |           |
| Celia, amante de Claudio     | soprano       |           |
| Il dio                       | basse         |           |
| Scabro                       | basse         |           |